# Kekertaluk Island, Nunavut (Hoare Bay)
Kekertaluk Island är en ö i Kanada.   Den ligger i territoriet Nunavut, i den östra delen av landet, 2 400 km norr om huvudstaden Ottawa. Arean är 13,3 kvadratkilometer. Ön ligger i Hoare Bay, en vik i Davis sund.
Terrängen på Kekertaluk Island är lite kuperad. Öns högsta punkt är 419 meter över havet. Den sträcker sig 4,9 kilometer i nord-sydlig riktning, och 6,6 kilometer i öst-västlig riktning.